# Mocksville
Mocksville es un pueblo ubicado en el condado de Davie en el estado estadounidense de Carolina del Norte. Es sede del condado de Davie. La localidad en el año 2000, tenía una población de 4.178 habitantes en una superficie de 17.8 km², con una densidad poblacional de 234.4 personas por km².

## Geografía
Mocksville encuentra ubicado en las coordenadas 35°53′47″N 80°33′43″O / 35.89639, -80.56194. Según la Oficina del Censo, la localidad tiene un área total de 17,8 km² (6,9 mi²), de la cual 17,8 km² (6,9 mi²) es tierra y 0 km² (0 mi²) (0.0%) es agua.

### Localidades adyacentes
El siguiente diagrama muestra a las localidades en un radio de 24 kilómetros (14,9 mi) de Mocksville.

## Demografía
En el 2000 la renta per cápita promedia del hogar era de $35.407, y el ingreso promedio para una familia era de 42.357. En 2000 los hombres tenían un ingreso per cápita de $31.540 contra $23.375 para las mujeres. El ingreso per cápita para la localidad era de $18.703. Alrededor del 12.60% de la población estaba bajo el umbral de pobreza nacional.